# Glandularia peruviana
Glandularia peruviana là một loài thực vật có hoa trong họ Cỏ roi ngựa. Loài này được (L.) Small mô tả khoa học đầu tiên năm 1933.